# Приватизация в България
Приватизационните сделки в статията са разгледани в рамките на прехода на България към пазарна икономика, обхващащ годините след 1989 г.
За подробности относно дейността на Агенцията за приватизация през периода 1998–2000 г., виж Дейност на Агенцията за приватизация от 1998 г. до 2000 г..
Към 2012 г. са приватизирани над 66% от държавните предприятия по балансова стойност от 1995 г. в България.
Приватизацията на промишлените предприятия се осъществява основно от Агенцията по приватизация и министерствата, а на търговските банки – от Банковата консолидационна компания, учредена специално за целта през 1992 г.
Според българското законодателство приватизацията е процес на раздържавяване, който се изразява в разпределяне на имуществото на държавните предприятия в акции и дялове и прехвърляне правото на собственост върху тези акции и дялове на физически и юридически лица с под 50% държавно или общинско участие.
Приватизацията е сред главните цели на няколко правителства в периода след средата на 1990-те години.
Законът за преобразуването и приватизацията на държавни и общински предприятия (1992 г.) регулира принципите и процедурата, по която се извършва раздържавяването в България. Той регламентира методите и различните форми, под които местни и чуждестранни лица могат да участват в приватизацията. На базата на този закон правителството приема всяка година приватизационна програма, която включва приоритетните обекти и срокове за тяхната приватизация. Чуждестранните инвеститори могат да участват в приватизацията директно (като чуждестранно лице), чрез свой клон в страната или чрез местно лице. Плащането по приватизационните сделки може да бъде извършвано в местна или чуждестранна валута. Законът действа до 2002, след което е заменен със Закон за приватизация и следприватизационен контрол (2002 г.)

## Форми на приватизация

### Масова приватизация
Това е приватизация чрез инвестиционни бонове (безналични платежни средства). Право да придобиват инвестиционни бонове имат само български граждани, навършили пълнолетие. Участието в тази форма на приватизация може да бъде пряко или опосредено. Прякото участие се изразява в закупуване срещу инвестиционни бонове на акции от държавни предприятия, а опосреденото – във внасяне на инвестиционните бонове в капитала на приватизационен фонд, който от своя страна закупува акции от държавни предприятия. Приватизационните фондове действат под формата на холдинги.

### Касова приватизация
В зависимост от балансовата стойност на дълготрайните активи на предприятието тя се осъществява от Агенцията за приватизация или от съответното отраслово министерство. Процедурата започва с решение на съответния компетентен орган за приватизация на предприятието. С това решение се определя методът на приватизация (търг, конкурс или преговори с потенциални купувачи), срокът и условията, на които трябва да отговарят офертите. След приемане на офертите се извършва класиране и се определя потенциален купувач, след което с него се сключва приватизационен договор. Изпълнението на поетите с този договор задължения се контролира в продължение на определен период от време след сключването на договора. В касовата приватизация могат да участват при равни условия всички физически и юридически лица, включително и чуждестранни.
Поради някои специфики на касовата приватизация тя има определени разновидности.
Пулова приватизация е разновидност, при която предприятията, подлежащи на приватизиране се разпределят в групи (пулове) според отрасъла на промишлеността, към който се числят. Пример за пулова приватизация е описаната по-долу приватизация на електроразпределителните дружества през 2004 г.
Целевата приватизация е приватизацията на определени от Министерския съвет предприятия, средствата, от която се разпределят по специален ред, за определени цели – напр. за покриване на държавния дълг. При този вид приватизация не се допускат облекчените условия на разсроченото плащане.
Самият процес на приватизиране също така често е обект на критики, особено за корупция. По мнение на бившия главен прокурор на страната Никола Филчев само при управлението на правителството на Иван Костов са раздържавени активи на стойност 27 млрд. долара при приходи за държавната хазна от около 3 млрд. долара. Това мнение не отчита факта, че останалите 25 млрд. бяха в пасивите (загуби) на предприятията и новият собственик ги унаследява.

## Хронология

### Правителство на И. Костов
Приватизацията на ОДС е най-често атакувана с политически измами и инсинуации, със спекули и псевдо разследвания.
В Програмата на ОДС, Програмата на правителството „България 2001“ и в „Стратегията за ускоряване на приватизацията“, ускорената приватизация е определена като един от най-важните приоритети за макроикономическата стабилизация. Посочените документи опровергават спекулациите, че приватизацията е била стихийна и хаотична, и инсинуациите, че е извършвана извън закона.
Приватизацията се осъществява в условията на активен социален диалог с работниците, служителите и синдикатите. Затова, въпреки крайно негативни обстоятелства, не се допускат сериозни социални сътресения. През 1999 г. Агенцията за приватизация е обявена за социален партньор № 1 от КНСБ.
Приватизацията протича под крайно негативното външно въздействие на военните действия в съседна Югославия и на ембаргото. Азиатската криза и руският дефолт на дълга засилват срива на цените на изкуствените торове и повечето химически продукти, на черните и цветни метали и допълнително влошават валутните постъпления на България. Външните въздействия, държавният фалит и икономическата катастрофа от 1996 определят България, като високо рискова за инвестиции и ограниченото участие на външни инвеститори в приватизацията.
Законова регламентация. Приватизацията в 1997 – 2001 се извършва при изключително подробна регламентация, съдържаща се в ЗППДОбП и 30 подзаконови нормативни актове и вътрешни правила. Направени са законови промени, които увеличават възможностите за контрол, включително от Народното събрание и опозицията. Това забавя процеса и ограничава гъвкавостта на приватизиращите органи. За всяко нарушение на посочените нормативни актове заинтересованите могат да отнесат спора си с приватизиращите органи за решаване от Върховния административен съд. От образуваните в тази връзка над 160 дела срещу актове на приватизиращите органи само седем акта са изменени или отменени. Нито една сделка не е развалена или обявена за нищожна, което е атестат за законосъобразността на процеса. Всички значими сделки на Агенцията за приватизация са одобрени от Надзорния съвет, в който са включени представители на всички парламентарно представени политически сили. Най-големите и важни за икономиката приватизационни сделки стават след одобрение на Надзорния съвет и на Министерския съвет, което е гаранция за качеството и за високото политическо съгласие по постигнатите параметри на сделките.
Стабилизационните споразумения с МВФ и СБ определят ускорената приватизация като основен структурен критерий. Неспазването на критерия означава спиране на траншовете от договорените заеми, които са жизненоважни за поддържане нейната платежоспособност и стабилизиране. Големият прогрес в приватизацията и пазарното преструктуриране на българската икономика в периода 1997 – 2001 се признава от всички международни организации, които са участвали или наблюдавали тези процеси – МВФ, СБ, Европейската комисия, международните кредитни агенции. Почти всички големи сделки (повече от 100) са осъществени по предварително договорени програми с международните финансови институции и с Американската агенция за международно развитие. Около 27 големи сделки са осъществени с консултанти и посредници, финансирани от програма САРА на ЕК, която България изпълнява като страна, искаща преговори за членство в ЕС. Оттук следва, че приватизацията се извършва съобразно споразуменията с най-важните за страната международни и европейски институции, по съгласувани с тях програми и с тяхното активно участие и съдействие. Срещу това България спасява националната си валута и обслужва дълговете си.
Икономически и финансови условия. В края на 1996 България е изостанала много от централноевропейските страни; по касов път са раздържавени 7,2% от активите на държавните предприятия. Стартирана е масова приватизация. Вътре в страна има крайно ограничен паричен и кредитен ресурс за участие в приватизацията. През януари 1998 парите в обращение, безсрочните, срочните и спестовните депозити в лева и чужда валута на населението и на частните предприятия са общо 3842,8 млн. деноминирани лева или 2544,9 млн. щатски долара. Далеч не с всички компоненти на посочените парични агрегати може да се участва в приватизацията. И малка част от техните притежатели поемат риска да купят акции или дял от държавата.
След фалита на 15 банки българската банкова система е силно резервирана за отпускането на кредити за инвестиции в приватизирани производствени активи. Целият вътрешен кредит в левове и валута през януари 1998 е 5262,1 млн. деноминирани лева. Година по-късно е спаднал с 13,9% до 4530,2 млн. Оттук следва, че в периода 1997 – 2001 в България няма достатъчен вътрешен паричен ресурс за приватизация. Едновременно силно е ограничен външния инвеститорски интерес, поради посочените по-горе външни причини. Това обяснява защо производствените активи не могат да се продадат на по-високи цени от постигнатите.
Организация 1997 – 2001. Програмата се ръководи от Агенцията за приватизация (АП) с изпълнителен директор Захари Желязков.  Целите се конкретизират в Годишни планове от Съвета по структурна реформа, съгласувани с Програмата за ускорена приватизация, която е договорена с МВФ и СБ срещу подкрепата им за възстановяване на платежоспособността на страната и за стабилизиране на лева. Нуждата от ускорена приватизация, при действието на посочените по-горе неблагоприятни фактори, налага в процеса на приватизация по различни програми да бъдат ангажирани многобройни консултанти, които са финансирани от ЕК (програма PHARE), от Американската агенция за международно развитие и от СБ. Пряко от Агенцията за приватизация са ангажирани посредници и консултанти за повече от 100 от най-големите сделки, като по-голямата част бяха с първокласна международна репутация: Райфайзен инвестмънт, ВС Atkins, Прайс Уотърхаус Купърс, DFS, RES&CO, KPMG, Баренц груп, Делойт и Туш, Дрезднер Клайнуърд Бенсън, Дойче банк, Arthur Andersen, Roland Berger& Partners. Почти всички големи приватизационни сделки са сключени с тяхната помощ.
През този период Агенцията има ключова роля в извършваната в България структурна реформа, за постигане на финансова стабилност на страната, за създаване на функционираща пазарна икономика, за изпълнение на споразуменията с МВФ и Световната банка и за бъдещото членство в НАТО, в Европейския съюз и в СТО . Приватизирането на поне 60% от подлежащите на приватизация активи е задължително и предварително условие за получаване на покана за започване на преговори с Европейския съюз. По времето, през което Захари Желязков ръководи АП, тя сключва повече от 500 приватизационни сделки, като много от тях са за големи, структуроопределящи предприятия; постигнато е раздържавяване на повече от 65% от активите подлежащи на приватизация.
Приватизационни сделки. Според официалните отчети в 1997 – 2001 са приватизирани:
| Таблица 1. Приватизацията 1997 – 2001 |                          |                                |
| Отчет на АПСК 2012                    |                          |                                |
| Органи                                | В % от държавните активи | В % от приватизираните до 2004 |
| АПСК                                  | 21,05                    | 66,19                          |
| Други органи                          | 9,56                     | 86,36                          |
| ЦМП                                   | 14,58                    | 100,00                         |
| Общо 1997 – 2001                      | 45,19                    | 78,66                          |
| Общо 1997 – 2001 без ЦМП              | 30,61                    | 71,40                          |
| Отчет на НСИ 2004                     |                          |                                |
| Ефекти от приватизацията              | Сума в млн. лева         | В % от приватизираните до 2004 |
| Пряк финансов ефект                   | 5536,17                  | 63,43                          |
| Общ финансов ефект                    | 10 568,6                 | 71,79                          |

Общият финансов ефект от приватизацията в периода 1997 – 2001 е приватизирани 71,40% от приватизираните активи до 2004 с общ финансов ефект от 10 568,6 млн. лева или 71,79% от този до 2004. Прекият финансов ефект от 5536,2 млн. лева или 63,43% е по-нисък от дела на приватизираните активи, т.е. повече активи са донесли по-малко ефект. Обяснението е, че са приватизирани над 70 структуроопределящи предприятия във фактическа несъстоятелност.
- „Каолин“ АД – Държавното дружество е приватизирано през 2000 г. от „Алфа финанс холдинг“ на Иво Прокопиев. Дружеството към 2013 г. е най-голямата компания в Югоизточна Европа за добив и преработка на индустриални минерали. На 31 май 2013 г. официално е обявено приключването на сделката по продажбата на дружеството на немската „Кварцверке“.[12]
- „Кремиковци“ АД – През 1999 г. 71% от капитала на дружеството е закупен от българската фирма „Дару металс“ за символичната цена от $1 (по-късно фирмата се преименува на „Финметалс холдинг“ АД). В управлението на „Финметалс“ през 2004 г. влизат индийците Сангита Митал, Вилас Вишну Джамнис, Субаш Чандра Махешуари и Прамод Митал.
- „Гранитоид“ АД (бивш завод „Васил Коларов“) – През 1997 г., заедно с концесиите за находищата за добив на варовик и клинкер, заводът е приватизиран, а 75% от капитала му е закупен от германската фирма „Хайделберг цимент“.

### Правителство на С. Сакскобургготски
През 2004 г. са сключени сделки с чуждестранни инвеститори за БТК, закупено от „Вива Венчърс Холдинг“ ООД, Виена, Австрия и за седемте електроразпределителни дружества, обединени в 3 пула: „Електроразпределение – Варна“ ЕАД и „Електроразпределение – Горна Оряховица“ ЕАД – закупени от „Е.ON Energie“ АG, Мюнхен, Германия; „Електроразпределение – Стара Загора“ ЕАД и „Електроразпределение – Пловдив“ ЕАД – закупени от „ЕVN“ АG, Виена, Австрия, и „Електроразпределение – Столично“ ЕАД, „Електроразпределение – София – Област“ ЕАД и „Електроразпределение – Плевен“ЕАД – закупени от ЧЕЗ.

### Първо правителство на Бойко Борисов
Сред най-големите приватизационни сделки е тази за цигарените заводи „Булгартабак“.

## Статистика и анализ
Анализ на касовата приватизация на държавните предприятия от 1993 до 2004 г. е направен от НСИ, като има и някои изводи за общинската и масовата приватизация.
В периода 1 януари 1993 – 31 декември 2004 г. са открити 5280 процедури за приватизация. От всички приватизиращи ведомства Агенцията за приватизация е открила най-много (2119) процедури през изследвания период с почти изравнен брой на мажоритарни пакети акции/дялове и на обособени части. На второ място са откритите процедури от Министерството на икономиката – 1683, от които 936 са за мажоритарни пакети акции. Следват Министерството на земеделието и горите – 622 открити процедури, Министерство на регионалното развитие и благоустройството – 362, Министерство на транспорта и съобщенията – 331 и Министерство на енергетиката и енергийните ресурси – 101. Останалите приватизиращи ведомства (Министерство на културата, Министерство на здравеопазването, Министерство на образованието и науката) са открили общо 62 процедури за раздържавяване.
Най-много сделки са сключени през 1999 г.– 1211 (23,4%) на стойност 4 675 999 хил. лв., или 2 526 017 хил. щатски долара (при курс обменен курс 1,85 лв. за 1 щатски долар). Въпреки че през 2004 г. са сключени само 208 сделки, то договорените плащания, поетите и изплатени задължения и договорените инвестиции през тази година общо са 2 971 860 хил. лв.
Основни купувачи на раздържавените предприятия са български физически или юридически лица – 2432 с относителен дял 47%, и т.нар. работническо-мениджърски дружества (РМД) – 1436 или 27,8% от общия брой на купувачите. Работническо-мениджърската приватизация е най-силно застъпена в Министерството на икономиката, където собственици на бивша държавна собственост са станали 546 колектива, и в Министерството на земеделието и горите – 298 за периода 1993 – 2004 година. Чуждестранните купувачи са най-много (99) в Агенцията за приватизация и най-малко (1) в Министерството на транспорта и съобщенията.
Сключените 5186 приватизационни сделки се разпределят по икономически дейности както следва: промишленост 1625, търговия – 1170, земеделие и гори – 618, туризъм – 522, строителство – 520, транспорт – 384, енергетика – 182, култура – 55, здравеопазване – 52, отбрана – 47 и други – 11.
За 12-годишния период 1993 – 2004 г. са приватизирани 57,4% от дълготрайните активи, определени за раздържавяване, като най-активно е раздържавяването през 1997 г., когато се приватизират 32% (около 1/3) от всички дълготрайни активи за изследвания период.

## Приходи от приватизацията
Приходите от приватизацията за периода 1993 – 2004 възлизат общо на 4 969 928 хил. лв., от които 1 797 884 хил. лв. (36,2%) в брой. Останалите 3 172 044 хил. лв. (63,8%) са във вид на други платежни инструменти (държавни облигации, компенсаторни записи, инвестиционни и компенсационни бонове). Около 65% от приходите са реализирани от Агенцията за приватизация. Министерството на икономиката е осигурило 20,3% от приходите на раздържавените предприятия, Министерството на регионалното развитие и благоустройството – 5,8%; Министерството на земеделието и горите – 4,8%, а всички останали приватизиращи органи – 4,1% от общия обем на приходите от приватизираните предприятия. По-голямата част от приходите са реализирани през 1999 и 2000 година, съответно 818 929 хил. лв. и 822 538 хил. лв.